# 1994年9月逝世人物列表
1994年逝世人物列表：1月 - 2月 - 3月 - 4月 - 5月 - 6月 - 7月 - 8月 - 9月 - 10月 - 11月 - 12月
1994年9月逝世人物列表，是用於匯總1994年9月期間逝世人物的列表。

## 依日期排序

### 1日
- 康拉德·阿梅爾恩，95歲，德國讚美詩學家和音樂學家。[1]
- 阿爾圖爾·巴爾薩姆，88歲，波蘭裔美國古典鋼琴家和教育家。[2]
- 湯瑪斯·查斯坦，73歲，美國犯罪小說作家。[3]
- 霍利斯·伯恩利·錢納理，76歲，美國經濟學家。[4]
- 鮑勃·格林伍德，66歲，墨西哥棒球運動員。[5]
- 沃利斯·馬提亞，59歲，巴基斯坦板球運動員。
- 查尔斯·桑德斯，91歲，紐西蘭賽艇運動員。[6]

### 2日
- 羅伊·卡斯特勒，62歲，英國舞蹈家，歌手，演員，電視節目主持人和音樂家[7]
- 沃爾特·切佐維奇，57歲，烏克蘭裔美國足球運動員。
- 愛德華·德爾伯格，58歲，法國自行車賽車手。[8]
- 尤金·勞勒，61歲，美國計算機科學家。
- 朱塞佩·瑪律塔諾，83歲，義大利公路自行車賽車手。
- 米爾德里德·H·邁克菲，94歲，美國學者、海軍軍官和宗教領袖。[9]
- 哈羅德·拉蒙特·奧泰，43歲，美國被定罪的殺人犯.[10]
- 約瑟夫·希維亞特沃，79歲，波蘭情報官員和叛逃者。[11]

### 3日
- 詹姆斯·T·奥布里，75歲，美國電視和電影主管[12]
- 哈羅德·布魯斯特，91歲，美國曲棍球運動員。[13]
- 尼科·吉卡，88歲，希臘畫家、雕塑家、雕刻家、作家和學者。[14]
- 蒙克約翰，84歲，馬達加斯加政治家和民族主義者。
- 蘭斯少校，55歲，美國R&B歌手[15]
- 伯尼斯·羅賓遜，80歲，美國民權活動家和教育支援者。
- 比利·胡禮，70歲，英格蘭足球運動員[16]

### 4日
- 馬克·伯納姆·卡特，72歲，英國出版商和政治家。[17]
- 理查·馬丁，76歲，美國演員，白血病。
- 羅傑·湯瑪斯，68歲，英國政治家和國會議員。[18]
- 羅伯特·韋弗，70歲，美國插畫家。[19]

### 5日
- 漢克·阿奎爾，63歲，美國棒球運動員和商人[20]
- 希姆生·艾米蘇爾，73歲，以色列數學家。[21]
- 鮑勃·馬西森，49歲，美國橄欖球運動員[22]
- 約翰·紐曼，47歲，澳大利亞政治家，被謀殺。
- 鲁道夫·拉夫特尔，83歲，奧地利足球守門員。[23]
- 克里夫·斯皮格爾，76歲，美式橄欖球運動員、教練和大學體育管理員。[24]
- 艾克·威廉姆斯，71歲，美國羽量級世界拳擊冠軍。
- 弗雷德·威爾特，73歲，美國跑步者，奧運選手和聯邦調查局特工。[25]

### 6日
- 路易·貝爾特蘭，58歲，菲律賓記者和專欄作家，心臟病發作。
- 埃貢·艾斯，83歲，奧地利編劇。[26]
- 愛德華·羅素·蓋恩斯，67歲，紐西蘭天主教主教。
- 尼基·霍普金斯，50歲，英國鋼琴家和管風琴家。[27]
- 馬克斯·卡明斯基，85歲，美國爵士小號手和樂隊領隊。[28]
- 杜喬・特沙利，67歲，義大利導演、編劇和演員[29]
- 保罗·苏埃雷布，71歲，馬爾他政治家和馬爾他總統。

### 7日
- 詹姆斯·克拉維爾，72歲，澳大利亞裔美國作家和編劇[30]
- 埃裡克·克羅齊爾，79歲，英國戲劇導演和歌劇作家。[31]
- 喬治·達米蒂奧，70歲，法國跳高運動員。[32]
- 小切斯特·A·多蘭，86歲，美國政治家。
- 阿爾弗雷德·盧米斯，81歲，美國投資銀行家、水手和奧運冠軍。
- 弗雷德里克·曼弗雷德，82歲，美國西部片作家[33]
- 鄧尼斯·摩根，85歲，美國演員兼歌手。[34]
- 哥德弗雷·奎格里，71歲，愛爾蘭演員
- 尼西特·蘭詹·雷伊，84歲，印度歷史學家和社會活動家。
- 阿布爾·萊斯·西迪基，78歲，巴基斯坦作家、研究員和烏爾都語學者。
- 特伦斯·扬，79歲，愛爾蘭電影導演[35]

### 8日
- 胡安·阿隆索，66歲，西班牙足球運動員。
- 克拉拉·布裡德，88歲，美國圖書管理員。[36]
- 瑪格麗特·圭多，82歲，英國考古學家和史前史學家。
- 沃爾特·海利根伯格，56歲，德國科學家和神經行為學家[37]
- 帕裡什修女，84歲，美國室內設計師和社交名流。[38]
- 亞諾什·聖塔哥泰，81歲，匈牙利神經科學家、學者和政治家。[39]
- 東野英治郎，86歲，日本演員[40]

### 9日
- 羅伯特·奧斯特利茨，70歲，羅馬尼亞裔美國語言學家。[41]
- 凱特·布勞恩，80歲，德國女演員。[42]
- 唐納德·考特，82歲，英國兒科醫生。
- 雷格·唐寧，89歲，澳大利亞律師，工會會員和政治家。
- 小阿爾弗雷德·R·盧理奇，80歲，美國微古生物學。[43]
- 道格拉斯·莫羅，80歲，美國編劇和電影製片人[44]
- 派翠克·奧尼爾，66歲，美國演員[45]

### 10日
- 弗蘭克·布魯姆，79歲，英格蘭足球運動員和經理。[46]
- 艾米·克蘭皮特，74歲，美國詩人和作家。[47]
- 瑪麗亞特蕾莎迪拉西亞，40歲，義大利政治家、作家和人權活動家，癌症。
- 葉夫根尼·多爾馬托夫斯基，79歲，蘇聯/俄羅斯詩人和作詞家。
- 查理斯·德雷克，76歲，美國演員。[48]
- 馬克斯·莫洛克，69歲，德國足球運動員[49]

### 11日
- 許國璋 (教育家)
- 西蒙·阿維丹，83歲，以色列軍官。[50]
- 德爾內爾·艾佛里，88歲，美國擊劍運動員。[51]
- 瑪麗安·霍爾德，61歲，德國電影女演員[52]
- 拉菲爾·桑索內，83歲，烏拉圭義大利足球運動員和教練。[53]
- 莎拉·索瑟恩，99歲，美國舞臺女演員，伊莉莎白·泰勒的母親。
- 潔西嘉·坦迪，85歲，英國女演員[54]

### 12日
- 阿夫坦迪爾·克庫塞利，62歲，蘇聯足球運動員。
- 西奧·克羅斯比，69歲，南非建築師、作家和雕塑家。[55]
- 讓-巴蒂斯特·杜羅塞爾，76歲，法國歷史學家和教授。[56]
- 湯姆·尤厄爾，85歲，美國演員和製片人。[57]
- Pat Screen，51歲，美國律師和政治家。
- 弗蘭克·懷特，67歲，英國植物學家。[58]
- 鮑里斯·鮑里索維奇·葉戈羅夫，56歲，蘇聯醫生宇航員[59]

### 13日
- 亞瑟·阿德爾（Arthur Adel），85歲，美國天文學家和天體物理學家，癌症。[60]
- 欣德·侯賽尼，78歲，巴勒斯坦婦女。[61]
- 埃里希·布申哈根，98歲，納粹德國國防軍的德國將軍。
- 尤奧扎斯·吉爾紐斯，79歲，立陶宛存在主義哲學家。
- 理查·赫恩斯坦，64歲，哈佛大學美國心理學家[62]
- 亞瑟·西格爾，70歲，美國詞曲作者[63]
- 約翰·史蒂文斯，54歲，英國鼓手。[64]
- 伍迪·威爾遜，68歲，美國賽車手，癌症。

### 14日
- 洪雪飛
- 威廉·伯恩森，82歲，丹麥水手和奧運獎牌得主。[65]
- 海因茨·潔里舍爾，75歲，德國科學家。
- 瑪麗卡·克雷瓦塔，83歲，希臘女演員。
- 大衛·范·德·科普，56歲，荷蘭畫家、繪圖員和雕塑家。[66]

### 15日
- 恩斯特·福克斯，57歲，瑞士自行車賽車手。[67]
- 海伍德·亨利，81歲，美國爵士男中音薩克斯手。[68]
- 海倫娜·曼森，96歲，法國電影女演員。
- 莫娜·波茲，33歲，義大利色情女演員，電視名人和政治家，肝癌。
- 馬克·史蒂文斯，77歲，美國演員[69]

### 16日
- 約翰尼·貝瑞，68歲，英格蘭足球運動員。
- 豪爾赫·路易士·科爾多瓦，87歲，波多黎各法官和政治家。
- 傑旺·達爾維，69歲，印度作家。
- 費利薩·林康·德·戈捷爾，97歲，波多黎各政治家和女權活動家[70]
- 阿爾貝·德庫特雷，71歲，法國天主教紅衣主教[71]
- 傑克·多德森，63歲，美國演員[72]
- 多莉·哈斯，84歲，德裔美國女演員和歌手[73]
- 伯尼·萊頓，73歲，美國爵士鋼琴家。[74]
- 諾埃爾·派克，73歲，澳大利亞士兵，放牧者和政治家。
- C.K.拉，77歲，印度畫家和作家。
- 馬歇爾·斯普拉格，85歲，美國記者和作家。[75]

### 17日
- 伊里斯·阿德里安，82歲，美國女演員和舞蹈家。[76]
- 阿諾德·巴德茹，85歲，比利時足球守門員。[77]
- 約翰·德拉福斯，55歲，美國手風琴家[78]
- 格戈，82歲，委內瑞拉視覺藝術家。[79]
- 弗拉基米爾·格舒尼，64歲，蘇聯持不同政見者和詩人。
- 维塔斯·格鲁莱蒂斯，40歲，美國網球運動員，一氧化碳中毒。[80]
- 中川勝彥，32歲，日本男演員、音樂家
- 愛德華·詹姆斯·彭定康，89歲，美國律師和政治家。[81]
- 卡爾·波普爾，92歲，奧地利裔英國哲學家、學術和社會評論員。[82]
- 托爾斯頓·塞林，97歲，瑞典裔美國社會學家、刑法學家和犯罪學家。[83]
- 彼得·扎倫巴，86歲，美國運動員和奧運選手。[84]

### 18日
- 亞歷克西斯·阿克里塔基斯（Alexis Akrithakis），60歲，希臘藝術家，心臟病發作。[85]
- 克拉倫斯·朗，85歲，美國政治家。[86]
- 弗蘭科·莫斯基諾，44歲，義大利時裝設計師[87]
- 伊万·斯诺伊，70歲，克羅埃西亞手球教練和裁判，官員，記者和公關人員。
- 克拉倫斯·威廉姆斯，39歲，美國橄欖球運動員[88]

### 19日
- 阿爾貝托·克洛薩斯，72歲，西班牙電影演員，肺癌。
- 約瑟夫·伊萊奧，73歲，剛果政治家，總理。[89]
- 弗蘭基·甘迺迪，38歲，北愛爾蘭長笛和錫哨演奏家，尤因肉瘤。
- 唐·拉什，82歲，美國長跑運動員和奧運選手[90]

### 20日
- 胡安·阿科斯塔（Juan Acosta），87歲，智利長跑運動員。[91]
- 班尼·貝克，87歲，美國演員和喜劇演員。[92]
- 邁克爾·德克爾，74歲，以色列政治家。
- 吉米·漢密爾頓，77歲，美國爵士單簧管演奏家和薩克斯管演奏家。[93]
- 戴維森·尼科爾，70歲，塞拉利昂克里奧爾語學者、外交官、醫生和作家。[94]
- 雷托·羅塞蒂，85歲，詩人，世界語教授。
- 胡爾·斯泰恩，88歲，英裔美國詞曲作者和作曲家。[95]
- 比亞尼·昂昂，95歲，挪威飛行員和空軍將軍。
- 彼得·切佩克，54歲，捷克演員，肺癌。

### 21日
- 吉米·卡特，70歲，美國世界羽量級拳擊冠軍[96]
- 亞瑟·B·克里姆，84歲，美國娛樂律師和電影製片廠主席。[97]
- 路易·奧武永，74歲，法國政治家。
- 羅素羅維，79歲，加拿大政治家。

### 22日
- 泰迪·巴克納，85歲，美國爵士小號手[98]
- 瑪麗亞·卡塔，60歲，義大利民間音樂創作歌手[99]
- 伊戈爾·奇斯連科，55歲，蘇聯/俄羅斯足球運動員。[100]
- 多蘿西·德納，93歲，美國畫家和雕塑家。[101]
- 倫納德·費瑟，80歲，英美爵士鋼琴家、作曲家和製作人。[102]
- 阿爾伯特·哈斯勒，90歲，法國冰球運動員和速度滑冰運動員。[103]
- 愛德華多·莫里拉尼，87歲，義大利自行車運動員。[104]
- 海德薇格·波特哈斯特，82歲，德國秘書，德國元首-黨衛軍海因里希·希姆萊的情婦。
- 安德魯·羅斯汀，95歲，英國記者。[105]
- 巴德·薩根多夫，79歲，美國漫畫家，腦癌。
- 愛德華·沙克爾頓，83歲，英國地理學家，皇家空軍軍官和政治家。[106]

### 23日
- 傑里·巴伯，78歲，美國高爾夫球手。
- 羅伯特·布洛赫，77歲，美國作家[107]
- 沃爾特·吉本斯，40歲，美國唱片製作人和DJ，愛滋病相關併發症。
- 阿爾弗雷德·萊姆尼茨，89歲，東德政治家。
- 安塔納斯·米克納斯，70歲，立陶宛運動員和奧運選手。[108]
- 塞韋里諾·米內利，85歲，瑞士足球運動員。[109]
- 茲比格涅夫·涅納茨基，65歲，波蘭作家。
- 尤爾根·奧爾森，77歲，德國演員。[110]
- 瑪德琳·雷諾，94歲，法國女演員。[111]
- 納根德拉·普拉薩德·里賈爾，67歲，尼泊爾總理。
- 約翰尼斯·范·達美，59歲，荷蘭工程師和商人，被處決。

### 24日
- 巴里·畢曉普，62歲，美國登山家，科學家，攝影師和學者，交通事故。
- 凱薩琳·柯林斯，91歲，默片時代的美國電影女演員。
- 卡洛斯·德·卡德納斯，90歲，古巴奧運帆船運動員。[112]
- 喬·馬德羅，81歲，美國國家橄欖球聯盟橄欖球教練。
- 露絲·尼豪斯，69歲，德國女演員。[113]
- 馬克·普魯德金，96歲，蘇聯/俄羅斯戲劇和電影演員。[114]
- 圭多·桑托索拉，89歲，巴西-烏拉圭作曲家、小提琴家和指揮家。
- 奧托·F·瓦爾特，66歲，瑞士出版商、作家和小說家。[115]
- 穆罕默德·瓦塔德，57歲，以色列阿拉伯記者、作家和政治家，交通事故。

### 25日
- 馬克·亞歷山大·艾布拉姆斯，88歲，英國社會科學家。[116]
- 萨绍·米里亚尼奇，26歲，斯洛維尼亞賽艇運動員和奧運獎牌得主[117]
- 安東尼奧·內格里尼，91歲，義大利自行車運動員。[118]
- 保羅·奧格萊斯比，55歲，美國橄欖球運動員。[119]
- 莉澤·林因姆，68歲，丹麥電影女演員。
- 查爾斯·范·瑞普，88歲，美國言語治療師。
- 阿爾伯特·沃森，72歲，美國政治家。[120]

### 26日
- 莫裡斯·阿什利，87歲，英國歷史學家。[121]
- 米格爾·安赫爾·勞里，86歲，阿根廷足球運動員。
- 路易·斐迪南，86歲，霍亨索倫家族德國議員。
- D·A·韋伯，82歲，愛爾蘭植物學家[122]

### 27日
- 奈傑爾·鮑恩，83歲，澳大利亞律師、政治家和法官。
- D.E.L.海恩斯，81歲，英國古典學者、考古學家和博物館館長[123]
- 弗農·柯比，83歲，南非網球運動員。
- 卡洛斯·耶拉斯·雷斯特雷波，86歲，哥倫比亞政治家和律師[124]
- 哲爾吉·托特，79歲，匈牙利足球運動員和教練。

### 28日
- 烏爾馬斯·阿蘭德，40歲，愛沙尼亞歌手和音樂家。
- 格雷格·拉塔，41歲，美國橄欖球運動員[125]
- 阿貝蒂·瑪西基妮，39歲，比利時剛果歌手，子宮癌。
- 何塞·法蘭西斯科·魯伊斯·馬西烏，48歲，墨西哥政治人物
- 哈利·薩爾茨曼，78歲，加拿大戲劇和電影製片人[126]
- 鮑伯·賽克斯，88歲，美國政治家。[127]
- K·A·梁加夫盧，77歲，印度演員和喜劇演員。
- 澤耶夫·祖爾，83歲，以色列政治家。

### 29日
- 切布・哈斯尼，26歲，阿爾及利亞Raï歌手[128]
- O·S·諾克，89歲，英國鐵路信號工程師和作家。[129]
- 弗雷德里克·席勒，93歲，奧地利-英國電影演員。
- 傑克·斯平克斯，64歲，美國橄欖球運動員。[130]

### 30日
- 西蒙·阿德博（Simeon Adebo），80歲，奈及利亞行政長官、律師和外交官。[131]
- 威廉·恩斯特·巴克霍夫，78歲，德國律師、銀行家、社會改革家和人智學家。
- 琳娜·巴斯奎特，87歲，美國女演員[132]
- 邁克爾·弗蘭內里，91歲，愛爾蘭共和黨人[133]
- 埃德蒙·吉姆扎，81歲，波蘭足球運動員。[134]
- 安德列·利沃夫，92歲，法國微生物學家，諾貝爾獎獲得者。[135]
- 皮埃爾·薩巴格，76歲，法國電視記者、製片人和導演。[136]
- 亞歷克斯·斯科特，34歲，英國純種賽馬訓練師，槍擊。
- 罗伯托·爱德华多·比奥拉，69歲，阿根廷軍官和阿根廷總統。[137]
- 悉尼·沃克，73歲，美國演員和配音藝術家[138]